# Diastopora reticulata
Diastopora reticulata är en mossdjursart som beskrevs av John Borg 1944. Diastopora reticulata ingår i släktet Diastopora och familjen Diastoporidae. Inga underarter finns listade i Catalogue of Life.